# Bộ Giáp mỏng
Bộ Giáp mỏng (danh pháp khoa học là Leptostraca - có nguồn gốc từ tiếng Hy Lạp nghĩa là mỏng và vỏ) là một bộ động vật giáp xác biển nhỏ. Các loài trong bộ này, như loài được nghiên cứu kỹ là Nebalia, phân bố trên khắp các đại dương trên thế giới và thường được xem là loài ăn chất lọc trong biển. Đây là bộ duy nhất còn tồn tại trong phân lớp Phyllocarida. Chúng được xem là đại diện hiện đại của các loài nguyên thủy nhất trong lớp Malacostraca, và các hóa thạch đầu tiên xuất hiện vào kỷ Cambri.

## Phân loại
Bộ này hiện được công nhận thuộc lớp Malacostraca, và nhóm chị em với nó là Eumalacostraca.
Bộ Leptostraca được chia thành 3 họ với 10 chi gồm khoảng 40 loài còn tồn tại đã được miêu tả:
| Loài                        | Tác giả                        | Ngày | Họ              | Phân bố                                        |
| --------------------------- | ------------------------------ | ---- | --------------- | ---------------------------------------------- |
| Nebaliopsis typica          | Sars                           | 1887 | Nebaliopsididae | Bán Cầu nam                                    |
| Pseudonebaliopsis atlantica | Petryachov                     | 1996 | Nebaliopsididae | Bắc Đại Tây Dương                              |
| Nebalia antarctica          | Dahl                           | 1990 | Nebaliidae      | Nam Cực                                        |
| Nebalia bipes               | Fabricius                      | 1780 | Nebaliidae      | Bắc Cực và cận Bắc Cực                         |
| Nebalia borealis            | Dahl                           | 1985 | Nebaliidae      | đông bắc Đại Tây Dương                         |
| Nebalia brucei              | Olesen                         | 1999 | Nebaliidae      | Tanzania                                       |
| Nebalia cannoni             | Dahl                           | 1990 | Nebaliidae      | Nam Georgia                                    |
| Nebalia capensis            | Barnard                        | 1914 | Nebaliidae      | Nam Phi                                        |
| Nebalia clausi              | Dahl                           | 1985 | Nebaliidae      | Ý                                              |
| Nebalia dahli               | Kazmi & Tirmizi                | 1989 | Nebaliidae      | Pakistan                                       |
| Nebalia daytoni             | Vetter                         | 1996 | Nebaliidae      | California                                     |
| Nebalia falklandensis       | Dahl                           | 1990 | Nebaliidae      | Falkland Islands                               |
| Nebalia geoffroyi           | Milne-Edwards                  | 1828 | Nebaliidae      | north-east Đại Tây Dương                       |
| Nebalia gerkenae            | Haney & Martin                 | 2000 | Nebaliidae      | California                                     |
| Nebalia herbstii            | Leach                          | 1814 | Nebaliidae      | north-east Đại Tây Dương                       |
| Nebalia hessleri            | Martin et al.                  | 1996 | Nebaliidae      | California                                     |
| Nebalia ilheoensis          | Kensley                        | 1976 | Nebaliidae      | Tây Nam châu Phi                               |
| Nebalia kensleyi            | Haney & Martin                 | 2005 | Nebaliidae      | California                                     |
| Nebalia kocatasi            | Kocak, Moreira & Katagan       | 2007 | Nebaliidae      | Địa Trung Hải                                  |
| Nebalia lagartensis         | Escobar & Villalobos-Hiriart   | 1995 | Nebaliidae      | México                                         |
| Nebalia longicornis         | Thomson                        | 1879 | Nebaliidae      | Nam Thái Bình Dương, Nam Phi, Biển Caribe      |
| Nebalia marerubi            | Wägele                         | 1983 | Nebaliidae      | Biển Đỏ                                        |
| Nebalia patagonica          | Dahl                           | 1990 | Nebaliidae      | Vùng Magellan                                  |
| Nebalia schizophthalma      | Haney, Hessler & Martin        | 2001 | Nebaliidae      | tây Đại Tây Dương                              |
| Nebalia strausi             | Risso                          | 1826 | Nebaliidae      | đông bắc Đại Tây Dương, Địa Trung Hải          |
| Nebalia troncosoi           | Moreira, Cacabelos & Dominguez | 2003 | Nebaliidae      | Tây Ban Nha                                    |
| Nebaliella antarctica       | Thiele                         | 1904 | Nebaliidae      | Kerguelen, New Zealand                         |
| Nebaliella brevicarinata    | Kikuchi & Gamô                 | 1992 | Nebaliidae      | Nam Cực                                        |
| Nebaliella caboti           | Clark                          | 1932 | Nebaliidae      | Cabot Strait, New Jersey                       |
| Nebaliella declivatas       | Walker-Smith                   | 1998 | Nebaliidae      | Australia                                      |
| Nebaliella extrema          | Thiele                         | 1905 | Nebaliidae      | Châu Nam Cực                                   |
| Dahlella caldariensis       | Hessler                        | 1984 | Nebaliidae      | East Pacific Rise                              |
| Sarsinebalia cristobi       | Moreira, Gestoso & Troncoso    | 2003 | Nebaliidae      | đông bắc Đại Tây Dương                         |
| Sarsinebalia typhlops       | (Sars)                         | 1870 | Nebaliidae      | Bắc Đại Tây Dương, Úc                          |
| Sarsinebalia urgorrii       | Moreira, Gestoso & Troncoso    | 2003 | Nebaliidae      | đông bắc Đại Tây Dương                         |
| Speonebalia cannoni         | Bowman, Yager & Iliffe         | 1985 | Nebaliidae      | Turks and Caicos Islands                       |
| Levinebalia fortunata       | (Wakabara)                     | 1976 | Paranebaliidae  | New Zealand                                    |
| Levinebalia maria           | Walker-Smith                   | 2000 | Paranebaliidae  | Úc                                             |
| Paranebalia belizensis      | Modlin                         | 1991 | Paranebaliidae  | Belize                                         |
| Paranebalia longipes        | (Willemöes-Suhm)               | 1875 | Paranebaliidae  | Đại Tây Dương, Thái Bình Dương và Ấn Độ Dươngs |
| Saronebalia guanensis       | Haney & Martin                 | 2004 | Paranebaliidae  | British Virgin Islands                         |